# جائزة مارسيل بينواست
جائزة مارسيل بينواست، تقدم عن طريق مؤسسة مارسيل بينواست، هي جائزة نقدية (مالية) كانت تُقدم من عام 1920 إلي أي عالم ذا جنسية سويسرية أو مقيم في سويسرا الذي يكون قد اكتشف أكثر اكتشاف نافع. التدقيق متواصل في هذه الإختراعات التي تفيد حياة الإنسان.من عام 1997 المرشحين من علوم الإنسانيات أيضاً يمكنهم الفوز بالجائزة.
مؤسسة مارسيل بينواست قد أُنشئت برغبة المحامي الفرنسي مارسيل بينواسيت، مقيم في زمن الحرب في لوزان، الذي توفي في عام 1918. تُدار حالياً عن طريق مجموعة من الأوصياء تضم وزير الداخلية السويسري ورئيس الجامعات السويسرية. يتم ترجمتها في بعض الأحيان بـ«جائزة نوبل السويسرية.»

## التاريخ
الجائزة الأولي أعطيت لعالم في علم المناعة نيكولاس موريس أرثوس (1862ــ1945) في جامعة لوزان. الحائزون الأخرون علي الجائزة يتضمنوا عالم الحاسوب نيكلاوس ويرث، عالم الفلك ميشيل مايور، عالم في طب القلب ماكس هولزمان وأخرون
في عام 2009 فرانسواز جيسو فانديرغوت (مدرسة لوزان الاتحادية للفنون التطبيقية) كانت أول امرأة تحصل على الجائزة.

## الحائزين على الجائزة
- 1920: نيكولاس موريس أرثوس
- 1921: كونراد برونر
- 1922: بول كارير
- 1923: ألبرت هايم
- 1924: هاينريش زانغر
- 1925: ألفريد جيسي
- 1926: إميل أرغاند
- 1927: هيرمان ساهلي
- 1928: جولز جونين
- 1929: بول نغيلي
- 1930: ألويس مولر
- 1931: فالتر هس
- 1932: موريس لوجيون
- 1933: روبرت دوير
- 1934: ماكس اسكنازى
- 1935: جاكوب أوجستر
- 1936: Alfredo Vannotti
- 1937: تشارلز ديري
- 1938: ليوبولد روزيتشكا
- 1939: Fritz Baltzer
- 1940: Friedrich T. Wahlen  [لغات أخرى]‏
- 1941: Hermann Mooser
- 1942: Arthur Stoll
- 1943: Paul Scherrer
- 1944: Robert Matthey
- 1945: Ernst Albert Gäumann
- 1946: Alexander von Muralt
- 1947: تاديوش رايخشتاين
- 1948: Hans E. Walther
- 1949: Albert Frey-Wyssling
- 1950: Emile Guyénot
- 1951: Anton Fonio
- 1952: Otto Gsell
- 1953: Alfred Fleisch
- 1954: Ernst Hadorn
- 1955: ماكس هولزمان
- 1956: Siegfried Rosin
- 1957: Jakob Seiler
- 1958: Klaus Clusius
- 1959: Albert Wettstein
- 1960: Pierre Duchosal
- 1961: Werner Kuhn
- 1962: Alfred Hässig
- 1963: Gerold Schwarzenbach
- 1964: فلاديمير بريلوغ
- 1965: Georges de Rham
- 1966: Edouard Kellenberger وAlfred Tissières
- 1967: Kurt Mühlethaler وHans J. Moor
- 1968: Michel Dolivo
- 1969: فالتر هايتلر
- 1970: Charles Weissmann
- 1971: مانفريد بليولر
- 1972: ألبرت إيشنموسر
- 1973: Lucien Girardier، Eric Jéquier وGeorges Spinnler
- 1974: Ewald Weibel
- 1975: M. Gazi Yasargil
- 1976: Theodor K. Brunner، Jean Charles Cerottini وJean Lindenmann
- 1977: Hans Günthard وEdgar Heilbronner
- 1978: نيلس يرني
- 1979: Michel Cuénod
- 1980: Hans Kummer
- 1981: Karl Illmensee
- 1982: Franz Fankhauser
- 1983: Hans R. Brunner
- 1984: Harald Reuter
- 1985: ريتشارد إرنست
- 1986: يوهانس بيدنورتز وكارل مولر
- 1987: موريس مولر، Martin Allgöwer وHans R. Willenegger
- 1988: Ulrich Laemmli
- 1989: نيكلاوس ويرث
- 1990: برونو ميسيرلي ،Hans Oeschger وWerner Stumm
- 1991: دويليو أريجوني وكورت فوتريخ
- 1992: Gottfried Schatz
- 1993: لا جائزة
- 1994: Martin Schwab
- 1995: Henri Isliker وAlfred Pletscher
- 1996: Bernard Rossier
- 1997: يورج مارتن فروليش
- 1998: ميشيل مايور
- 1999: Jörg Paul Müller وLuzius Wildhaber
- 2000: ديتر زيباخ
- 2001: Ruedi Imbach
- 2002: Rüdiger Wehner
- 2003: Denis Duboule
- 2004: Adriano Aguzzi
- 2005: Othmar Keel
- 2006: Timothy J. Richmond
- 2007: Ari Helenius
- 2008: إرنست فهر
- 2009: فرانسواز جيسو فانديرغوت (أول مرة تُعطي الجائزة إلي إمرأة)
- 2010: دانيال لوس
- 2011: ميشيل بارينيلو  [لغات أخرى]‏
- 2012: ميخائيل ن. هال
- 2013: مايكل غراتزل
- 2014: نيكولاس جيسين
- 2015: لوران كيلر
- 2016: جوهان أويركس
- 2017: توماس ستوكر